# Copenhagen Boogie
Copenhagen Boogie er en dansk eksperimentalfilm fra 1949 instrueret af Keld Helmer-Petersen.

## Handling
Optagelser af lys- og skyggemønstre i vandoverflader, bølgernes moiré-mønstre og solens pletter i vandets krusninger, akkompagneret af Albert Ammons "Boogie Woogie Stomp" fra 1939.